# Rogova
Rogova é uma comuna romena localizada no distrito de Mehedinţi, na região de Oltênia. A comuna possui uma área de 23.20 km² e sua população era de 1456 habitantes segundo o censo de 2007.